# Adetus nanus
Adetus nanus là một loài bọ cánh cứng trong họ Cerambycidae.